# Chaetodon rafflesii
Chaetodon rafflesii är en fiskart som beskrevs av Anonymous [bennett och 1830. Chaetodon rafflesii ingår i släktet Chaetodon och familjen Chaetodontidae. IUCN kategoriserar arten globalt som livskraftig. Inga underarter finns listade i Catalogue of Life.